# Сутора мала
Суто́ра мала (Neosuthora davidiana) — вид горобцеподібних птахів родини суторових (Paradoxornithidae). Мешкає в Південно-Східній Азії. Це єдиний представник монотипового роду Мала сутора (Neosuthora). Вид названий на честь французького монаха і зоолога Армана Давида.

## Опис
Довжина птаха становить 9,5-10 см. Верхня частина тіла і боки сірувато-коричневі, нижня частина тіла білувата. Голова рудувато-коричнева, горло чорне. Хвіст відносно короткий. Дзьоб короткий, міцний, жовтуватий, очі темно-карі.

## Підвиди
Виділяють три підвиди:
- N. d. davidiana (Slater, HH, 1897) — південно-східний Китай (від південного Чжецзяну до центрального Фуцзяню);
- N. d. tonkinensis (Delacour, 1927) — північний В'єтнам;
- N. d. thompsoni (Bingham, 1903) — південний Китай (південь Юньнаню), східна М'янма, східний Таїланд і північно-західний Лаос.

## Поширення і екологія
Малі сутори мешкають в Китаї, М'янмі, Таїланді, Лаосі і В'єтнамі. Вони живуть на узліссях вологих тропічних лісів, в чагарникових і бамбукових заростях та на луках. Зустрічаються зграйками, на висоті від 50 до 1830 м над рівнем моря. Живляться комахами та їх личинками, а також плодами.